# OpenHarmony
OpenAtom OpenHarmony, conocido como OpenHarmony (OHOS), es un proyecto de código abierto del sistema operativo HarmonyOS, fue donado por Huawei a la Fundación OpenAtom, una fundación sin fines de lucro y primera fundación de software de código abierto de China. El sistema operativo OpenHarmony está diseñado con una arquitectura en capas, que consta de cuatro capas de abajo hacia arriba, es decir, la capa del núcleo, la capa de servicio del sistema, la capa de marco y la capa de aplicación.
OpenHarmony admite varios dispositivos que ejecutan un minisistema, como impresoras, altavoces, relojes inteligentes y cualquier otro dispositivo inteligente con una memoria tan pequeña como 128 KB, o que ejecuta un sistema estándar con una memoria superior a 128 MB.
El sistema contiene algunas capacidades básicas y avanzadas de HarmonyOS.